# Miejski Zakład Komunikacji w Oświęcimiu
Miejski Zakład Komunikacji spółka z o.o. w Oświęcimiu – utworzony został 1 października 1957 jako Miejskie Przedsiębiorstwo Komunikacyjne w Oświęcimiu. 1 czerwca 1991 MPK zostało przekształcone w zakład budżetowy. 31 grudnia 2008 MZK został przekształcony w jednoosobową spółkę Gminy Miasto Oświęcim. MZK obsługuje 24 linie autobusowe na zlecenie następujących stron porozumienia komunalnego:
- Gmina Miasto Oświęcim
- Gmina wiejska Oświęcim
- Gmina Chełmek
- Gmina Brzeszcze
- Gmina Libiąż
- Gmina Miedźna

## Historia MZK
W 1976 ówczesne MPK w Oświęcimiu, połączyło się z MPK Bielsko-Biała tworząc jedną firmę pod nazwą: Wojewódzkie Przedsiębiorstwo Komunikacyjne w Bielsku-Białej z Zakładem nr 2 w Oświęcimiu. W 1981 Przedsiębiorstwo uzyskało ponownie samodzielność i wróciło do dawnej nazwy. Od 31 grudnia 2008 MPK funkcjonuje pod nazwą Miejski Zakład Komunikacji sp. z o.o. w Oświęcimiu. 1 października 2007 r. MZK Oświęcim, obchodziło 50-lecie swojego istnienia. Największy rozwój firmy miał miejsce w latach 80. XX wieku, kiedy to przedsiębiorstwo posiadało 136 autobusów, wykonywało 6,5 mln km, zatrudniając prawie 500 pracowników. W tym latach świetności MZK obsługiwało rejon Oświęcimia, Brzeszcz, Bierunia, Spytkowic, Wilamowic, Kęt, Andrychowa i Porąbki przewożąc prawie 43 mln pasażerów rocznie. Dla porównania teraz MZK przewozi około 3,5 mln pasażerów rocznie. Duży udział w rozwoju miały przewozy zamknięte. Przynosiły one spory dochód dla przedsiębiorstwa. Takie przewozy świadczono między innymi dla firm takich jak:
- WSW Andrychów,
- kopalnie Piast i Czeczot,
- FSM,
- ZCHO Oświęcim,
- KBO Oświęcim.
Obecnie zakład posiada 42 autobusy. Są to pojazdy marki: Solaris (34 sztuki), DAB (7 sztuk) oraz Mercedes-Automet (1 sztuka).            
Najważniejsze wydarzenia ostatnich lat:
| Rok  | Dzień       | Wydarzenie |
| ---- | ----------- | --- |
| 2010 | 2 stycznia  | Została uruchomiona nowa linia miejska nr 10, która połączyła Os. Zasole, Os. Błonie, Os.Stare Stawy z oświęcimskimi supermarketami i Galerią „Niwa”. |
| 2011 |             | Zakład zakupił 4 sztuki autobusów Solaris Urbino 8,9 LE oraz 5 sztuk modelu Solaris Urbino 10. Zakup był współfinansowany z funduszy unijnych. Dostały numery taborowe 75-83. |
| 2015 | maj         | Zakład zakupił 4 używane autobusy DAB 12-1200B z PKM Gliwice. Dostały numery taborowe 15-17, 19. |
| 2016 | 30 kwietnia | Prezesem zarządu jest Bożena Fraś, zastąpiła Kazimierza Tobiczyka |
| 2016 | czerwiec    | Zakład zakupił 3 używane autobusy DAB 12-1200B z MZK Żywiec. Dostały numery taborowe 20-22. |
| 2016 | grudzień    | Zakład zakupił używanego Solarisa Urbino 8,9 LE, który został sprowadzony z Norwegii. Autobus został wyprodukowany w 2008 roku |
| 2017 | 1 kwietnia  | Pasażerowie MZK mogą korzystać z systemu dynamicznej informacji pasażerskiej Kiedyprzyjedzie.pl |
| 2017 | kwiecień    | Z eksploatacji został wycofany ostatni Autosan w MZK Oświęcim (numer 54), kończąc 24 letnią historię mini Autosanów (H6, H7) w Oświęcimiu (luty 1993 - kwiecień 2017). |
| 2017 | 30 września | Solaris o numerze 81 spłonął na ul.Tysiąclecia o godzinie 5.30. Autobus został skasowany. |
| 2017 | listopad    | MZK wypożyczył 2 Solarisy Urbino 12 w układzie drzwi 2-2-0, wyprodukowane w 2004. Zostały one z czasem zakupione. Dostały numery taborowe 23-24. |
| 2017 | grudzień    | MZK w miejsce spalonego Solarisa 81 zakupił Solarisa Urbino 12, wyprodukowanego w 2009. Dostał numer taborowy 25. |
| 2018 | 25 stycznia | DAB 12-1800B o numerze 58 spłonął na ul. Oświęcimskiej w Gorzowie przed godziną 16. Autobus nie wrócił do ruchu. |
| 2018 | 1 marca     | MZK wydłużyło linię nr 17 w celu zapewnienia połączenia z miejscowością Wola. |
| 2018 | maj         | Do Oświęcimia dotarło pierwszych 5 nowych autobusów marki Solaris (2x Solaris Urbino 8,9LE, numery boczne 29-30 oraz 3x Solaris Urbino 10,5, numery boczne 31-33). Zakończyła się tym samym blisko 12 letnia eksploatacja pojazdów Neoplan N4009NF (sierpień 2006 - maj 2018) oraz 16 letnia Jelczy L100I Citus (czerwiec 2002 - maj 2018). |
| 2018 | sierpień    | Do Oświęcimia dotarło kolejnych 5 nowych autobusów marki Solaris (2x Solaris Urbino 8,9LE - numery boczne 27-28 oraz 3x Solaris Urbino 10,5 - numery boczne 34-36). Rozpoczęto wycofywanie DABów 7-1200B. |
| 2018 | październik | Do ruchu wprowadzono 3 nowe autobusy (2x Solaris Urbino 12 Hybrid - numery boczne 39-40 oraz 1x Solaris Urbino 10,5 - nr boczny 37). Wycofano z ruchu m.in. ostatniego DABa 7-1200B, kończąc ich ponad 25 letnią eksploatację (lipiec 1993 - październik 2018).                                                                             |
| 2018 | grudzień    | Do zakładu dostarczono 1 sztukę Mercedes-Benz 516 BlueTEC / Automet Cityliner 906CA50C. Z ruchu wycofano ostatniego Jelcza 120M (numer 53) i w ten sposób zakończono blisko 23 letnią eksploatację Jelczy 120M (marzec 1996 - grudzień 2018) oraz ponad 50 letnią eksploatację autobusów Jelcz.                                             |
| 2019 | luty        | Do ruchu wprowadzono 3 nowe autobusy (2x Solaris Urbino (IV) 12 Hybrid - numery boczne 41-42 oraz 1x Solaris Urbino 10,5 - nr boczny 38. |
| 2019 | 11,12 maja  | Odbyły się pierwsze dni otwarte zajezdni w ramach Dni Otwartych Funduszy Europejskich. |
| 2019 | maj         | Do ruchu wprowadzono 3 nowe autobusy Solaris Urbino (IV) 12 Hybrid - numery boczne 43-45. Zakończono tym samym dostawę 20 nowych autobusów. |
| 2019 | lipiec      | Uruchomiono system do zarządzania i koordynacji rozkładów, dostarczonego przez firmę PIXEL. Obejmuje on m.in. aplikację OnTime do śledzenia na żywo pojazdów oraz sprawdzania rozkładów jazdy. Rozklejono również nowe rozkłady przystankowe.                                                                                               |
| 2019 | 2 września  | Uruchomienie dwóch kursów linii 19 do miejscowości Wola przez Górę i Gilowice. W tym samym dniu wydłużono większość kursów linii 27 do Przecznej w Jawiszowicach. |
| 2019 | listopad    | Zakup używanego Solarisa Urbino 18 III z MPK Kraków, rocznik 2006. Uzyskał nr boczny #46. |
| 2020 | 1 listopada | Zlikwidowano linię 23 do Dworów Drugich. Wydłużono część kursów linii 3 do Pasternika. |
| 2020 | 7 listopada | Dostawa pierwszego elektrycznego autobusu - Solaris Urbino 12 IV electric o numerze bocznym #47. |
| 2020 | 2 grudnia   | Pożar autobusu o numerze 63 w Jawiszowicach na linii 29. Autobus nie wrócił do ruchu. |
| 2021 | 1 marca     | Wdrożenie nowego rozkładu jazdy, opracowanego przez firmę TRAKO Projekty Transportowe. |
| 2022 | październik | Zakup używanego Solarisa Urbino 18 III z MZA Warszawa. Pojazd otrzymał numer boczny #48. Autobus nie został przemalowny w barwy MZK Oświęcim, zostano przy wzorze warszawskim. Jest to zatem trzeci typ malowania w MZK Oświęcim. |
| 2022 |             | Zakończenie eksploatacji 19-letniego Solarisa Urbino 12 #24. W MZK był od 2017. |
| 2023 | styczeń     | Zakończenie eksploatacji DAB 12-1800B #66. W ten sposób zakończono ponad 16 letnią eksploatację przegubowych DABów (lipiec 2006 - styczeń 2023). |
| 2023 | marzec      | Zakup drugiego używanego Solarisa Urbino 18 III z MZA Warszawa. Pojazd otrzymał numer boczny #49. Autobus nie został przemalowny w barwy MZK Oświęcim podobnie jak #48, zostano przy wzorze warszawskim. |

## Obecna sieć komunikacyjna
MZK obsługuje komunikację na terenie miasta Oświęcim i okolicznych gmin.
Mapa linii autobusowych w systemie KiedyPrzyjedzie.
Mapa linii autobusowych w systemie OnTime. [zarchiwizowane z tego adresu (2021-08-01)].
Mapa linii autobusowych w systemie Mobiinfo (nieaktualizowana).
| Numer linii       | Kierunek                                        | Przebieg trasy | Liczba przystanków | Kierunek                                    | Przebieg trasy | Liczba przystanków |
| Linie miejskie    | Linie miejskie                                  | Linie miejskie | Linie miejskie     | Linie miejskie                              | Linie miejskie | Linie miejskie     |
| ----------------- | ----------------------------------------------- | --- | ------------------ | ------------------------------------------- | --- | ------------------ |
| 1                 | Lodowisko / Dworzec Fabryczny / Stawy Monowskie | Powstańców Śląskich - Konopnickiej - Nideckiego - Konarskiego - Dąbrowskiego - Śniadeckiego -Sobieskiego - Wyspiańskiego - Słowackiego - Dąbrowskiego - Chemików (- Fabryczna - 1 Maja - Suskiego - Długa - Centralna)                                                                            | 13                 | Dworzec PKP / Społem                        | (Centralna - Długa - Suskiego - 1 Maja - Fabryczna -) Chemików - Dąbrowskiego - Słowackiego - Śniadeckiego - Dąbrowskiego - Konarskiego - Nideckiego - Konopnickiej - Powstańców Śląskich                                                                                       | 10                 |
| 3                 | Dwory Pętla / Pasternik                         | Szarych Szeregów - Obozowa - Więźniów Oświęcimia - Wyzwolenia - Powstańców Śląskich - Konarskiego - Dąbrowskiego - Nojego - Pilata - Olszewskiego - Słowackiego - Dąbrowskiego - Zwycięstwa (- Nadwiślańska - Przysiółek Bajcarki)                                                                | 20                 | Ośrodek Zdrowia Zasole/ Osiedle Stare Stawy | (Przysiółek Bajcarki - Nadwiślańska -) Zwycięstwa - Dąbrowskiego - Słowackiego - Olszewskiego - Pilata - Nojego - Dąbrowskiego - Konarskiego - Powstańców Śląskich - Wyzwolenia - Więźniów Oświęcimia - Obozowa - Szarych Szeregów                                              | 19                 |
| 8                 | Słowackiego I                                   | Szarych Szeregów - Obozowa - Dworcowa - Powstańców Śląskich - Wyzwolenia - Więźniów Oświęcimia - Obozowa - Legionów - Dąbrowskiego - Wysokie Brzegi - Szpitalna - Śniadeckiego - Sobieskiego - Wyspiańskiego - Słowackiego                                                                        | 16                 | Ośrodek Zdrowia Zasole                      | Słowackiego - Wróblewskiego - Śniadeckiego - Szpitalna - Wysokie Brzegi - Dąbrowskiego - Legionów - Orłowskiego - Obozowa - Więźniów Oświęcimia - Wyzwolenia - Powstańców Śląskich - Dworcowa - Obozowa - Szarych Szeregów                                                      | 16                 |
| Linie podmiejskie |                                                 | |                    |                                             | |                    |
| 16                | Łazy                                            | Dworzec PKP - Konarskiego - Dąbrowskiego - Królowej Jadwigi - Jagiełły - Beskidzka - Jagiellończyka - Główna - Lanckorona | 19                 | Oświęcim Dworzec PKP                        | Lanckorona - Główna - Jagiellończyka - Beskidzka - Jagiełły - 11 Listopada - Królowej Jadwigi - Dąbrowskiego - Konarskiego - Dworzec PKP | 19                 |
| 17                | Wola Osiedle /Harmęże                           | Dąbrowskiego - Konarskiego - Dworzec PKP - Leszczyńskiej - Brzozowa - Sportowa - Ofiar Faszyzmu - Pławska - Wojewódzka - Borowskiego - Browarna - Franciszkańska - Wolska - Oświęcimska - Pszczyńska                                                                                              | 20                 | Oświęcim Lodowisko                          | Pszczyńska - Oświęcimska - Wolska - Franciszkańska - Browarna - Borowskiego - Wojewódzka - Pławska - Ofiar Faszyzmu - Sportowa - Brzozowa - Powstańców Śląskich - Konarskiego - Dąbrowskiego                                                                                    | 19                 |
| 18                | Poręba Wielka Granica                           | Dworzec PKP - Konarskiego - Dąbrowskiego - Śniadeckiego - Słowackiego - Chemików - Porębska - Wadowicka - Tyszkiewicza - Stawowa | 24                 | Oświęcim Dworzec PKP                        | Stawowa- Wadowicka - Tyszkiewicza - Wadowicka - Porębska - Chemików - Dąbrowskiego - Słowackiego - Śniadeckiego - Dąbrowskiego - Konarskiego - Dworzec PKP | 21                 |
| 19                | Brzeszcze PKP/ Wola Osiedle                     | Oświęcimska - Wyzwolenia - Nosala - Kościuszki - Piastowska - Drobniaka - Ofiar Oświęcimia - Dworcowa | 15                 | Wilczkowice Pętla                           | Dworcowa - Ofiar Oświęcimia - Drobniaka - Piastowska - Kościuszki - Nosala - Wyzwolenia - Oświęcimska - Starowiejska | 16                 |
| 20                | Zaborze Pętla                                   | Dworzec PKP - Konarskiego - Dąbrowskiego - Nojego - Pilata - Słowackiego - Dąbrowskiego - Chemików - Jezioro - Grojecka - Osiedlowa - Grojecka - Gościnna | 20                 | Oświęcim Dworzec PKP                        | Gościnna - Grojecka - Osiedlowa - Grojecka - Jezioro - Chemików - Dąbrowskiego - Słowackiego - Pilata - Nojego - Dąbrowskiego - Konarskiego - Dworzec PKP | 19                 |
| 22                | Gromiec Szyjki                                  | Chemików - Dąbrowskiego - Konarskiego - Nideckiego - Krakowska - Nadwiślańska - Broniewskiego | 22                 | Oświęcim Lodowisko                          | Broniewskiego - Nadwiślańska - Krakowska - Nideckiego - Konarskiego - Dąbrowskiego - Chemików | 24                 |
| 24                | Zasole Pętla                                    | Zwycięstwa - Chemików - Dąbrowskiego - Słowackiego - Śniadeckiego - Dąbrowskiego - Konarskiego - Nideckiego - Dworzec PKP - Leszczyńskiej - Szajny - Kolbego - Pszczyńska - Wilamowicka - Oświęcimska - Wyzwolenia - Wypoczynkowa - Kostka Jagiełły                                               | 34                 | Oświęcim Lodowisko                          | Kostka Jagiełły - Wypoczynkowa - Wyzwolenia - Oświęcimska - Wilamowicka - Pszczyńska - Kolbego - Leszczyńskiej - Powstańców Śląskich - Konarskiego - Dąbrowskiego - Śniadeckiego - Słowackiego - Dąbrowskiego - Chemików                                                        | 31                 |
| 25                | Zasole Pętla                                    | Chemików - Dąbrowskiego - Słowackiego - Śniadeckiego - Dąbrowskiego - Konarskiego - Dworzec PKP - Leszczyńskiej - Szajny - Kolbego - Pszczyńska - Ofiar Oświęcimia - Nosala - Wyzwolenia - Wypoczynkowa - Kostka Jagiełły                                                                         | 33                 | Oświęcim Lodowisko                          | Kostka Jagiełły - Wypoczynkowa - Wyzwolenia - Nosala - Ofiar Oświęcimia - Pszczyńska - Kolbego - Leszczyńskiej - Powstańców Śląskich - Konarskiego - Dąbrowskiego - Śniadeckiego - Słowackiego - Chemików                                                                       | 34                 |
| 26                | Brzeszcze PKP                                   | Chemików - Dąbrowskiego - Słowackiego - Śniadeckiego - Dąbrowskiego - Konarskiego - Dworzec PKP - Leszczyńskiej - Szajny - Kolbego - Pszczyńska - Ofiar Oświęcimia - Bór - Budy - Ofiar Oświęcimia - Kościuszki - Piastowska - Ofiar Oświęcimia - Dworcowa                                        | 32                 | Oświęcim Lodowisko                          | Dworcowa - Ofiar Oświęcimia - Piastowska - Kościuszki - Ofiar Oświęcimia - Pszczyńska - Kolbego - Leszczyńskiej - Powstańców Śląskich - Konarskiego - Dąbrowskiego - Śniadeckiego - Słowackiego - Dąbrowskiego - Chemików                                                       | 30                 |
| 27                | Jawiszowice Kółko/ Jawiszowice Przeczna         | Chemików - Dąbrowskiego - Słowackiego - Śniadeckiego - Dąbrowskiego - Konarskiego - Dworzec PKP - Leszczyńskiej - Szajny - Kolbego - Pszczyńska - Ofiar Oświęcimia - Kościuszki - Piastowska - Ofiar Oświęcimia - Turystyczna - Bielska - Jedlina - Przeczna                                      | 30                 | Oświęcim Lodowisko                          | Przeczna - Bielska - Turystyczna - Ofiar Oświęcimia - Piastowska - Kościuszki - Ofiar Oświęcimia - Pszczyńska - Kolbego - Leszczyńskiej - Powstańców Śląskich - Konarskiego - Dąbrowskiego - Śniadeckiego - Słowackiego - Dąbrowskiego - Chemików                               | 31                 |
| 28                | Zasole Pętla                                    | Chemików - Dąbrowskiego - Słowackiego - Śniadeckiego - Dąbrowskiego - Konarskiego - Dworzec PKP - Leszczyńskiej - Szajny - Kolbego - Pszczyńska - Ofiar Oświęcimia - Bór - Budy - Ofiar Oświęcimia - Kościuszki - Piastowska - Ofiar Oświęcimia - Turystyczna - Bielska - Łęcka - Kostka Jagiełły | 40                 | Oświęcim Lodowisko                          | Kostka Jagiełły - Łęcka - Bielska - Turystyczna - Ofiar Oświęcimia - Piastowska - Kościuszki - Ofiar Oświęcimia - Pszczyńska - Kolbego - Leszczyńskiej - Powstańców Śląskich - Konarskiego - Dąbrowskiego - Śniadeckiego - Słowackiego - Dąbrowskiego - Chemików                | 37                 |
| 29                | Kaniówek Pętla                                  | Chemików - Dąbrowskiego - Słowackiego - Śniadeckiego - Dąbrowskiego - Konarskiego - Dworzec PKP - Leszczyńskiej - Szajny - Kolbego - Pszczyńska - Ofiar Oświęcimia - Kościuszki - Piastowska - Ofiar Oświęcimia - Dworcowa - Turystyczna - Bielska - Olszyny - Jaźnik - Janowiec                  | 40                 | Oświęcim Lodowisko                          | Janowiec - Jaźnik - Olszyny - Bielska - Turystyczna - Dworcowa - Ofiar Oświęcimia - Piastowska - Kościuszki - Ofiar Oświęcimia - Pszczyńska - Kolbego - Leszczyńskiej - Powstańców Śląskich - Konarskiego - Dąbrowskiego - Śniadeckiego - Słowackiego - Dąbrowskiego - Chemików | 41                 |
| 32                | Chełmek Pętla                                   | Chemików - Dąbrowskiego - Konarskiego - Nideckiego - Krakowska - Oświęcimska - Gorzowska - Oświęcimska - Mieszka I - Jagiellońska - Fredry - Krasińskiego - Mickiewicza - Krakowska - Kościuszki - Wojska Polskiego                                                                               | 26                 | Oświęcim Dąbrowskiego Miasto                | Wojska Polskiego - Kościuszki - Krakowska - Mickiewicza - Krasińskiego - Fredry - Jagiellońska - Mieszka I - Oświęcimska - Gorzowska - Oświęcimska - Krakowska - Nideckiego - Konarskiego - Dąbrowskiego                                                                        | 23                 |
| 46                | Bieruń Zabrzeg                                  | Dąbrowskiego - Konarskiego - Nideckiego - Grunwaldzka - Śląska - Warszawska | 7                  | Oświęcim Dąbrowskiego Miasto                | Warszawska - Śląska - Grunwaldzka - Nideckiego - Konarskiego - Dąbrowskiego | 8                  |

Linie okrężne
| Numer linii       | Początek trasy                  | Przebieg trasy autobusu | Koniec trasy                    | Ilość przystanków |                |                |
| Linie miejskie    | Linie miejskie                  | Linie miejskie | Linie miejskie                  | Linie miejskie    | Linie miejskie | Linie miejskie |
| ----------------- | ------------------------------- | --- | ------------------------------- | ----------------- | -------------- | -------------- |
| 0                 | Osiedle Stare Stawy / Kamieniec | (Kamieniec - Jagiełły - Zagrodowa-) 11 Listopada - Św. Barbary - Jagiełły - Królowej Jadwigi - Zaborska - Pilata - Olszewskiego - Sobieskiego - Wyspiańskiego - Słowackiego - Wróblewskiego - Śniadeckiego - Tysiąclecia - Nojego - Dąbrowskiego - Konarskiego - Nideckiego - Konopnickiej - Powstańców Śląskich - Wyzwolenia - Więźniów Oświęcimia - Obozowa - Orłowskiego - Legionów - Zatorska - Jagiełły - Św. Barbary - 11 Listopada (- Zagrodowa - Jagiełły - Kamieniec) | Osiedle Stare Stawy / Kamieniec | 20                |                |                |
| 2                 | Ośrodek Zdrowia Zasole          | Szarych Szeregów - Obozowa - Dworcowa - Powstańców Śląskich - Wyzwolenia - Więźniów Oświęcimia - Obozowa - Orłowskiego - Legionów - Zatorska - (Jagiełły - Św. Barbary - 11 Listopada - Św. Barbary) - Jagiełły - Królowej Jadwigi - Zaborska - Pilata - Olszewskiego - Chemików - Zwycięstwa - Koszykowa - Wysokie Brzegi - Szpitalna - Dąbrowskiego - Konarskiego - Nideckiego - Konopnickiej - Powstańców Śląskich - Obozowa - Szarych Szeregów                             | Ośrodek Zdrowia Zasole          | 24                |                |                |
| 10                | Osiedle Stare Stawy / Kamieniec | (Kamieniec - Jagiełły - Zagrodowa-) 11 Listopada - Św. Barbary - Jagiełły - Zatorska - Orłowskiego - Obozowa - Więźniów Oświęcimia - Powstańców Śląskich - Konopnickiej - Nideckiego - Konarskiego - Dąbrowskiego - Nojego - Tysiąclecia - Śniadeckiego - Sobieskiego - Słowackiego - Olszewskiego - Pilata - Zaborska - Królowej Jadwigi - Jagiełły - Św. Barbary - 11 Listopada (- Zagrodowa - Jagiełły - Kamieniec)                                                         | Osiedle Stare Stawy / Kamieniec | 21                |                |                |
| 12                | Ośrodek Zdrowia Zasole          | Szarych Szeregów - Obozowa - Powstańców Śląskich - Konopnickiej - Nideckiego - Konarskiego - Dąbrowskiego - Szpitalna - Wysokie Brzegi - Koszykowa - Zwycięstwa - Chemików - Olszewskiego - Pilata - Zaborska - Królowej Jadwigi - Jagiełły (- Św. Barbary - 11 Listopada - Św. Barbary - Jagiełły) - Zatorska - Legionów - Orłowskiego - Obozowa - Więźniów Oświęcimia - Wyzwolenia - Powstańców Śląskich - Dworcowa - Obozowa - Szarych Szeregów                             | Ośrodek Zdrowia Zasole          | 25                |                |                |
| Linie podmiejskie |                                 | |                                 |                   |                |                |
| 19                | Brzeszcze PKP / Wola Osiedle    | Dworcowa - Turystyczna - Bielska - Przeczna - Bielska - Turystyczna - Dworcowa | Brzeszcze PKP (przez Przeczną)  | 16                |                |                |

## Tabor
Stan posiadanego taboru w kwietniu 2023 roku:
| Marka i model                                                                 | przewóz osób na wózkach                                                       | monitoring                                                                    | klimatyzacja przestrzeni pasażerskiej                                         | Internet bezprzewodowy                                                        | ładowarki USB                                                                 | /                                                                             | Numery taborowe                                                               | Rok produkcji                                                                 | Rok zakupu                                                                    | Procent taboru                                                                | Ilość  |
| ----------------------------------------------------------------------------- | ----------------------------------------------------------------------------- | ----------------------------------------------------------------------------- | ----------------------------------------------------------------------------- | ----------------------------------------------------------------------------- | ----------------------------------------------------------------------------- | ----------------------------------------------------------------------------- | ----------------------------------------------------------------------------- | ----------------------------------------------------------------------------- | ----------------------------------------------------------------------------- | ----------------------------------------------------------------------------- | ------ |
| DAB 12-1200B                                                                  |                                                                               |                                                                               |                                                                               |                                                                               |                                                                               | /                                                                             | 56, 57, 59, 64, 67, 70, 74                                                    | 1992 - 1995, 1997                                                             | 2005 - 2009                                                                   | 20,5%                                                                         | 7      |
| Solaris Urbino 10 III                                                         | przewóz osób na wózkach                                                       | monitoring                                                                    | klimatyzacja przestrzeni pasażerskiej                                         |                                                                               |                                                                               | /                                                                             | 75, 76, 78, 80                                                                | 2011                                                                          | 2011                                                                          | 9%                                                                            | 4      |
| Solaris Urbino 8,9 LE III                                                     | przewóz osób na wózkach                                                       | monitoring                                                                    | klimatyzacja przestrzeni pasażerskiej                                         |                                                                               |                                                                               | /                                                                             | 77, 82-84                                                                     | 2008, 2011                                                                    | 2011, 2016                                                                    | 11,4%                                                                         | 4      |
| Solaris Urbino 12 III                                                         | przewóz osób na wózkach                                                       | monitoring                                                                    |                                                                               |                                                                               |                                                                               | /                                                                             | 25, 50, 51                                                                    | 2007, 2009                                                                    | 2017, 2024                                                                    | 2,3%                                                                          | 3      |
| Solaris Urbino 18 III                                                         | przewóz osób na wózkach                                                       | monitoring                                                                    |                                                                               |                                                                               |                                                                               | /                                                                             | 46, 48, 49                                                                    | 2006                                                                          | 2019, 2022, 2023                                                              | 6,81%                                                                         | 3      |
| Mercedes-Benz Sprinter Automet                                                | przewóz osób na wózkach                                                       | monitoring                                                                    | klimatyzacja przestrzeni pasażerskiej                                         | Internet bezprzewodowy                                                        | ładowarki USB                                                                 | /                                                                             | 26                                                                            | 2018                                                                          | 2018                                                                          | 2,3%                                                                          | 1      |
| Solaris Urbino 8,9 LE III                                                     | przewóz osób na wózkach                                                       | monitoring                                                                    | klimatyzacja przestrzeni pasażerskiej                                         | Internet bezprzewodowy                                                        | ładowarki USB                                                                 | /                                                                             | 27-30                                                                         | 2018                                                                          | 2018                                                                          | 9%                                                                            | 4      |
| Solaris Urbino 10,5 IV                                                        | przewóz osób na wózkach                                                       | monitoring                                                                    | klimatyzacja przestrzeni pasażerskiej                                         | Internet bezprzewodowy                                                        | ładowarki USB                                                                 | /                                                                             | 31-38                                                                         | 2018, 2019                                                                    | 2018                                                                          | 18,2%                                                                         | 8      |
| Solaris Urbino 12 Hybrid IV                                                   | przewóz osób na wózkach                                                       | monitoring                                                                    | klimatyzacja przestrzeni pasażerskiej                                         | Internet bezprzewodowy                                                        | ładowarki USB                                                                 | /                                                                             | 39-45                                                                         | 2018, 2019                                                                    | 2018                                                                          | 15,9%                                                                         | 7      |
| Solaris Urbino 12 electric IV                                                 | przewóz osób na wózkach                                                       | monitoring                                                                    | klimatyzacja przestrzeni pasażerskiej                                         | Internet bezprzewodowy                                                        | ładowarki USB                                                                 | /                                                                             | 47                                                                            | 2020                                                                          | 2020                                                                          | 2,3%                                                                          | 1      |
| Udział autobusów przystosowanych do przewozu osób niepełnosprawnych we flocie | Udział autobusów przystosowanych do przewozu osób niepełnosprawnych we flocie | Udział autobusów przystosowanych do przewozu osób niepełnosprawnych we flocie | Udział autobusów przystosowanych do przewozu osób niepełnosprawnych we flocie | Udział autobusów przystosowanych do przewozu osób niepełnosprawnych we flocie | Udział autobusów przystosowanych do przewozu osób niepełnosprawnych we flocie | Udział autobusów przystosowanych do przewozu osób niepełnosprawnych we flocie | Udział autobusów przystosowanych do przewozu osób niepełnosprawnych we flocie | Udział autobusów przystosowanych do przewozu osób niepełnosprawnych we flocie | Udział autobusów przystosowanych do przewozu osób niepełnosprawnych we flocie | Udział autobusów przystosowanych do przewozu osób niepełnosprawnych we flocie | 83%    |
| Średni wiek taboru                                                            | Średni wiek taboru                                                            | Średni wiek taboru                                                            | Średni wiek taboru                                                            | Średni wiek taboru                                                            | Średni wiek taboru                                                            | Średni wiek taboru                                                            | Średni wiek taboru                                                            | Średni wiek taboru                                                            | Średni wiek taboru                                                            | Średni wiek taboru                                                            | 13 lat |